# 이윤국
이윤국(1953년 8월 24일~)은 오스트리아의 작곡가이자 지휘자이다.
1982년, 오스트리아 라디오 방송(ORF) 음악 경연 대회에서 최우수상을 수상했다.

## 경력
- St. Gellert Festival Szeged 음악감독
- St. Gellert Festival Szeged 지휘자
- 부천필하모닉오케스트라 지휘
- 세르비안 챔버 심포니 지휘
- 잘츠부르크 모차르테움 국립음악원 지휘과 전임교수
- 옥스퍼드 챔버 오케스트라 지휘